# جورج كيف
جورج كيف (بالإنجليزية: George Keefe)‏ هو لاعب كرة قاعدة أمريكي، ولد في 7 يناير 1867، وتوفي في 24 أغسطس 1935.

## وصلات خارجية
- جورج كيف على موقعبيزبول رفرنس.كوم (الدوري الرئيسي) (الإنجليزية)
- جورج كيف على موقعبيزبول رفرنس.كوم (الدوري الثانوي) (الإنجليزية)